# Panda Cloud Antivirus
Panda Cloud AntivirusとはPanda Securityによる無料版と有料版があるアンチウイルスソフトウェアである。コレクティブインテリジェンスというPanda社のクラウドコンピューティング技術によってユーザーのPCに負担をかけないリモートサーバーでファイルをスキャンすることができる。常にコンピュータウイルスや悪意のあるウェブサイトから防御するがシステムスキャン時や全ての類似するソフトウェアと同様ある程度システムが重くなってしまう。

## 機能
Panda Securityによればウイルス、トロイの木馬、ワーム、スパイウェア、ダイアラー、ハッキングツール、ジョークソフト他各種セキュリティリスクを検出するとしている。
Panda Cloud Antivirusは自身の「コレクティブインテリジェンス」と最新情報を収めたクラウドで動作しており、通常はインターネットに接続し最新情報にアクセスして使用されるが、インターネット非接続時は「循環している脅威に関する情報の中で一番一般的な脅威」の情報を収めたローカルキャッシュを使用する。

## プライバシーに関して
リモートサーバーにファイルそのものやファイルにおけるセグメントのチェックサムが送信されると深刻なプライバシー問題になり、この場合の唯一の保証は企業の良心とユーザー側のセキュリティに依存することになる。もしPanda社のサーバーがハッカーによる犯罪行為に遭った場合ユーザー側のセキュリティも損失してしまう。
しかし、この問題はクラウド型ソフトに限った話ではなく、他のアンチウイルスやセキュリティソフトでもアンチウイルスのアップデートサーバーがメーカー自身やハッカーによる犯罪行為に遭った場合悪意のあるアップデートが提供されてしまう。

## 批評
2009年4月にPanda Cloud Antivirus 1.0は確実に駆除できてシンプルで使いやすく検出率も良いというレビューが発表された。同レビューではPandaのマルウェアの検出率は98.87%、悪意のあるURLの検出率は71.4%となっており、総合検出率85%はフリーウェアのアンチウイルスソフトとしては強力なプロテクション能力が備わっていると考えられるとしている。
バージョン1.0が2009年11月10日にリリースされた時、PC Magazine誌はPanda Cloud AntivirusにEditor's Choice Award for Best Free AVを授与した。
Tech Radarは「Panda Cloud Antivirusは防御ツールと言うよりは既に感染だらけのシステムを掃除するユーティリティと見るのが最も良いと考える。」批評している。
Lifehackerでは「このアンチウイルスは軽量でマルウェアによる攻撃に対する最新のアプローチになるが、我々のテストでは本物のマルウェア（トラッキングするクッキーのみ）は検出できなかった。」としている。
Softpediaでは「高い検出率だが、全結果をリストアップするときにトラブルが発生する。全体的に気軽に使用する時に最もよく、クリーンインターフェイスも使いやすい。」と批評している。

## ライセンス
Panda Cloud Antivirusの無料版はフリーウェアライセンスの元にリリースされており、個人使用、公立学校、非政府、非営利団体での使用に限られる。

## 競合ソフト
他のクラウド型アンチウイルスソフトウェアには以下のソフトがある:
- Immunet（日本語版は「gred AntiVirus アクセラレータ」）
- Comodo Cloud Scanner
- Threat Fire（英語版）
- Webroot SecureAnywhere